# 来迎寺 (富山市梅沢町見付)
来迎寺（らいこうじ）は、富山県富山市梅沢町3丁目にある浄土宗の寺院。本尊は大日如来（観世音菩薩）・釈迦如来（阿弥陀如来）。山号は光明山（こうみょうさん）。梅沢町には同名の来迎寺が2つあり、当寺を「見付来迎寺」、もう1つを「布市来迎寺」と呼んで区別している。

## 歴史
『越中宝鑑』によれば、大宝2年（702年）佐伯有頼（出家して慈與）が立山の麓に五智山円福寺を創建し、これが来迎寺の前身であるという。
『婦負郡志』によると、久寿2年（1155年）円福寺僧林海が立山権現（本地仏は阿弥陀如来）のお告げによって萩島（現在の富山市婦中町萩島）に寺院を新たに建立。建久8年（1197年）法然に師事し、光明坊の名を賜った林海が浄土宗に改宗し、円福寺も寺号を来迎寺へと改めた。文亀2年（1502年） 萩島より古寺町（現富山市蛯町、白銀町、常盤町）に移転し、寛文元年（1661年）富山藩の命令で梅沢町（現在地）に移転した。なお、『蓮門精舎旧詞』は、当寺の前身を真言宗円福寺、開山を林海としている。

## 文化財
- 木造阿弥陀如来立像 - 県指定文化財
- 騎獅文殊菩薩画像 - 県指定文化財